# 黄岭山遗物点
黄岭山遗物点，位于中国广东省河源市连平县高莞镇二联村，为河源市连平县的一个县级文物保护单位，类型为古遗址，公布时间为1986年1月。
黄岭山遗物点的历史年代为战国。